# Jinwol-myeon
Jinwol-myeon (koreanska: 진월면) är en socken i  stadskommunen Gwangyang i provinsen Södra Jeolla i södra delen av Sydkorea, 295 km söder om huvudstaden Seoul. 